# L'Autre Journal
Ne doit pas être confondu avec L'Aut'Journal.
L'Autre Journal (sous-titre d'origine : Les Nouvelles littéraires) était un périodique français créé et dirigé par l'écrivain Michel Butel, qui parut de décembre 1984 à 1993.
Ce mensuel de 200 pages publiait des inédits littéraires, des reportages et traitait autant de politique que de poésie. Avec une insistance particulière sur la photographie et le graphisme, ce journal avait l'ambition, comme le disait Butel lui-même, d'être une œuvre d'art.
Pour réaliser ce projet, le journal rassemble les contributions d'écrivains et de journalistes tels Michel Cressole, Antoine Dulaure, Claire Parnet, Nadia Tazi, Marguerite Duras, Hervé Guibert, Marc-Édouard Nabe, Bruno Sulak (détenu à Fleury-Mérogis), Thierry Lévy (avocat), Maurice Najman (fondateur des comités d'action lycéen pendant mai 68), Ania Francos et de philosophes tels Gilles Deleuze, André Scala, Isabelle Stengers, Paul Virilio, Jean-François Lyotard ou Michel Foucault. 
En 1986, le journal devient hebdomadaire. Après avoir connu des difficultés financières, le mensuel renaît en 1990, qui avec l'arrivée en 1992 d'Alain Kruger renouvelle ses collaborateurs : 
- Jean-Yves Katelan, rédacteur en chef adjoint

- Agnès Cruz, directrice artistique
- Marie Cruz, Directrice Artistique
- Diastème, Sophie Chérer, Marc Weitzmann, journalistes.

Mais ses actionnaires se retirent progressivement en raison des positions hostiles à la guerre du Golfe manifestées par le journal. L'Autre Journal cesse de paraître en 1993. Il sera suivi de Encore et L'Azur, deux tentatives éphémères.